# Мирный (Северский район)
Мирный — посёлок в Северском районе Краснодарского края России. Входит в состав Смоленского сельского поселения.

## География
Посёлок Мирный расположен примерно в 52 км к югу от центра Краснодара и в 26 км к югу от станицы Северская. Ближайшие населённые пункты — сёла Тхамаха и Шабановское. Через посёлок Мирный течёт река Безепс. В посёлке три улицы: ул. Заречная, ул. Карла Маркса и ул. Мира.

## Образование
В данном посёлке нет школ. До 2009 года в Мирном там была открыта одна школа, но ей пришлось закрыться: школу посещало до 3 человек, здание было содержать не выгодно. Теперь дети Мирного вынуждены ездить на обучение в школе в соседние поселения. Сейчас там проводятся Зарница, летний лагерь для детей от 14.

## Население
| 2002 | 2010 |
| ---- | ---- |
| 163  | ↘100 |